# Xingtai
Xingtai (cinese: 邢台; pinyin: Xíngtái) è una città-prefettura della Cina nella provincia dello Hebei.

## Amministrazione
La prefettura amministra le seguenti suddivisioni:
- Distretto di Qiaodong
- Distretto di Qiaoxi
- Nangong
- Shahe
- Contea di Xingtai
- Contea di Lincheng
- Contea di Neiqiu
- Contea di Baixiang
- Contea di Longyao
- Contea di Ren
- Contea di Nanhe
- Contea di Ningjin
- Contea di Julu
- Contea di Xinhe
- Contea di Guangzong
- Contea di Pingxiang
- Contea di Wei
- Contea di Qinghe
- Contea di Linxi